# Мирзагасанов, Гусейн-Сафа Гувамеддин оглы
Мирзагасанов Гусейн-Сафа Гувамеддин оглы (род. 27 июня 1959, Белокан) — азербайджанский актер театра и кино. Народный артист Азербайджана (2006), лауреат персональной пенсии Президента Азербайджанской Республики (с 2021 года).

## Жизнь
Гусейн-Сафа Мирзагасанов родился 27 июня 1959 года в Балакенском районе.

## Награды
- Заслуженный артист Азербайджанской Республики — 2000,
- Народный артист Азербайджанской Республики — 16 мая 2006[1],
- Президентская премия Республики Азербайджан — 30 апреля 2014 года,[2] 6 мая 2015 года,[3] 6 мая 2016 года,[4] 1 мая 2017 года,[5] 9 мая 2018 года,[6] 10 мая 2019 года,[7] 7 мая 2020 года.[8]
- Персональная пенсия Президента Республики Азербайджан — 7 мая 2021 года.[9]

## Фильмография
1. «Зирземи» (1990)
2. «Как прекрасен этот мир…» (1999)